# Geforce Now
GeForce Now är en prenumerationsbaserad strömningstjänst för cloud gaming från Nvidia.

## Om tjänsten
En betaversion av tjänsten lanserades 2015. Tjänsten lanserades officiellt för allmänheten 2020.
Speltjänsten är kompatibel PC, Mac, Android-enhet eller Nvidia Shield TV, samt webbläsare.
Den omfattar över 2 000 spel. För att kunna spela genom tjänsten krävs att användaren redan äger spelen via plattformar som Steam, Epic Games Store, Ubisoft Connect eller  EA app.